# 花园台遗址
花园台遗址，位于中国青海省西宁市二十里铺乡花园台村，为第四批青海省文物保护单位，公布日期为1986年5月27日，类型为古遗址。
花园台遗址的历史年代为马厂类型、卡约文化、汉。